# Jag vandrat fjärran
Jag vandrat fjärran är en psalm med text skriven 1962 av Herbert Brander och musik skriven 1641 av Georg Neumark.

## Publicerad i
- Psalmer och Sånger 1987 som nr 421 under rubriken "Kyrkan och nådemedlen - Dopet".[1]